# Session Records
Session Records war ein US-amerikanisches Plattenlabel, das 1943 gegründet wurde und bis 1946 bestand.
Das kleine Plattenlabel Session Records entstand aus dem Schallplattengeschäft Session Record Shop, den W. P. „Phil“ Featheringill und seine Frau Evie in 125 North Wells Street in Chicago führten. Als Besonderheit verkaufte das Geschäft Original- und Wiederveröffentlichungen von Hot-Jazz-Aufnahmen. Plattenladen und Label wurden am 20. November 1943 gegründet. Das gleichnamige Label wurde von Featheringill und seinem Geschäftspartner David W. Bell betrieben. Obwohl das Session-Label damit warb, „Original-Aufnahmen“ zu publizieren, erschienen dort zunächst nur Wiederveröffentlichungen
von Chicagoer Künstlern aus der ersten Hälfte der 1920er Jahre, was auch dem aktuellen recording ban der 40er Jahre geschuldet war. Session spezialisierte sich auf Neuausgaben von seltenen Einspielungen der Chicagoer Label Autograph und Rialto, bei denen wichtige Aufnahmen frühen Jazz von King Oliver und Jelly Roll Morton sowie Aufnahmen, die bei Gennett Records erschienen waren, so von Bix Beiderbecke and the Stomp Six mit Muggsy Spanier.
Bereits im Herbst 1943 begann Featheringill für sein Label neues Material aufzunehmen; die ersten Aufnahmen für Session entstanden bei einer Hausparty mit dem Ragtime-Pianisten Alonzo Yancey; weitere 30 Seiten im Dezember mit dessen Bruder Jimmy Yancey sowie mit dem Bluessänger Cripple Clarence Lofton. Die nächsten  Aufnahmesessions fand dann ab Februar 1944 statt, als Jazz-Formationen des traditionellen Stils ins Studio geholt wurden, wie Richard M. Jones’ Jazzmen, Punch Miller and His Southside Stompers, Art Hodes’ Trio und eine Swing-orientierte Combo aus Trummy Young, Ben Webster, Pete Brown, John Levy und Jimmy Jones. Diese Aufnahmen zogen sich bis
September 1944 hin. 1946 zog Phil Featheringill nach Kalifornien und verlagerte auch sein Label dorthin, um es als Versandgeschäft weiterzuführen; es entstanden jedoch keine weiteren Aufnahmen. Das Label von Featheringill beendete im Herbst 1947 seine Aktivitäten.